# Caffrocrambus fulvus
Caffrocrambus fulvus là một loài bướm đêm trong họ Crambidae.